# IND Fulton Street Line

Les services desserte A et desserte C desservent l'ensemble du tracé même si la C ne circule par pendant les late nights.

 (septembre 2022).
Si vous disposez d'ouvrages ou d'articles de référence ou si vous connaissez des sites web de qualité traitant du thème abordé ici, merci de compléter l'article en donnant les références utiles à sa vérifiabilité et en les liant à la section « Notes et références ».
L'IND Fulton Street Line est une ligne (au sens de tronçon du réseau) du métro de New York comprenant des sections souterraines (à Brooklyn), et aériennes (dans le Queens). Elle est issue de l'ancien réseau de l'Independent Subway System (IND). Rattachée à la Division B, son tracé s'étend de la station Jay Street – MetroTech au nord, juste après le Cranberry Street Tunnel qui passe sous l'East River et qui la relie à l'IND Eighth Avenue Line au quartier de Ozone Park dans le Queens. La ligne est desservie par le service A sur l'intégralité de son tracé, et par la desserte C jusqu'à la station de Euclid Avenue. En journée, la A assure une desserte express sur la section souterraine, puis roule en omnibus au-delà, ainsi que la nuit. La C fonctionne quant à elle en omnibus pendant toute la journée sauf la nuit (late nights).
Le premier tronçon de la ligne fut inauguré le 9 avril 1936, et la ligne, achevée en 1956 compte 22 stations.